# Jihočeský kraj
Samosprávný Jihočeský kraj (do 30. května 2001 Budějovický kraj), leží převážně na jihu Čech, ale okolím Dačic a Slavonic zasahuje i na Moravu; České Velenice s okolím (tzv. Vitorazsko) zase až do roku 1920 tvořily součást Dolních Rakous. Na severozápadě sousedí s Plzeňským krajem, na severu se Středočeským krajem, na severovýchodě s Krajem Vysočina, na východě má kratičký úsek společné hranice s Jihomoravským krajem. Na jihu sousedí s rakouskou spolkovou zemí Horní Rakousy, na jihovýchodě s Dolními Rakousy a na jihozápadě s německou spolkovou zemí Bavorsko. Žije zde přibližně 653 tisíc obyvatel.

## Základní údaje
Rozloha kraje 10 058 km² představuje 12,8 % rozlohy státu. V kraji žije přibližně 653 tisíc obyvatel, z čehož vyplývá nejnižší hustota osídlení v zemi 65 obyvatel na km². V Jihočeském kraji je 623 obcí, z toho 56 měst (více viz Seznam měst v Jihočeském kraji), a jeden vojenský újezd.
Jihočeský kraj jako vyšší územní samosprávný celek České republiky byl vytvořen v roce 2000. Do května 2001 se jmenoval Budějovický kraj. Registrační značky většiny vozidel zaregistrovaných v Jihočeském kraji se poznají podle písmena C.

## Geografie
Jihočeská krajina je známa řadou rybníků a malebných vesnic ve dvou pánvích uprostřed kraje, Českobudějovické a Třeboňské. Okolo se vypínají kopce: Středočeská pahorkatina, Českomoravská vrchovina, na hranicích s Rakouskem Novohradské hory a na jihozápadní hranici druhé nejvyšší pohoří v Čechách, Šumava. Nejvyšším bodem kraje je vrchol hory Plechý (1378 m), nejnižším hladina Orlické přehrady (350 m). Průměrná nadmořská výška činí 400–600 m.

### Vodní nádrže
V Jihočeském kraji se nachází celkem 11 vodních nádrží. Nejvýznamnější z nich je nádrž Lipno, které je zároveň i turistickou atrakcí.
Na Vltavě
- Lipno
- Lipno II
- Hněvkovice
- Kořensko (zasahuje i na Lužnici)
- Orlík

na ostatních řekách
- Římov (Malše)
- Husinec (Blanice)
- Landštejn (Pstruhovec)
- Jordán (Košínský potok)
- Soběnov (Černá)
- Humenice (Stropnice)

### Rybníky

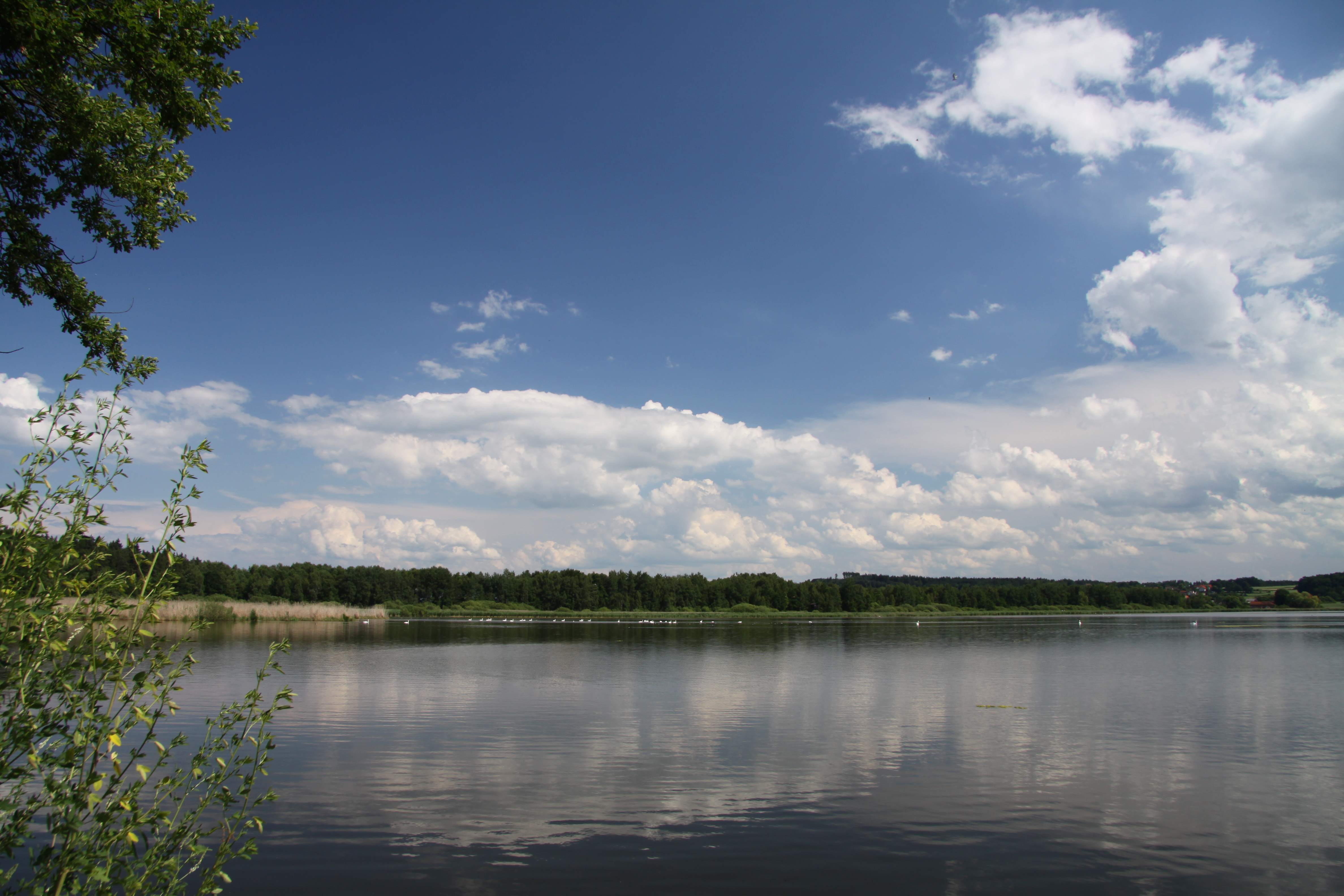
Na území Jihočeského kraje se nachází mnoho rybníků, které současně spadají do chráněných území (např. rybník Řežabinec)

10 největších rybníků v Jihočeském kraji podle rozlohy vodní plochy:
- Rožmberk 489 ha
- Horusický rybník 416 ha
- Bezdrev 394 ha
- Dvořiště 337 ha
- Velký Tisý 317 ha
- Záblatský rybník 305 ha
- Dehtář 246 ha
- Staňkovský rybník 241 ha
- Velká Holná 230 ha
- Svět 201,5 ha

### Ochrana přírody

Mapa zachycující rozložení maloplošných chráněných území v Jihočeském kraji (k roku 2014)

Největším chráněným přírodním územím je Šumava, chráněná jednak jako chráněná krajinná oblast, jednak (jádro území) jako národní park. Je součástí přeshraniční biosférické rezervace Šumava – Bavorský les. Druhou důležitou biosférickou rezervací je Třeboňsko. Méně známé jsou PřP Novohradské hory a CHKO Blanský les.
Na území jižních Čech leží i celá řada dalších území, která jsou chráněna. Většinou se jedná o maloplošné oblasti.

## Administrativní členění

### Okresy
Území kraje je vymezeno územím okresů (stav k 1. 1. 2021):
| Okres                  | Počet obyvatel | Rozloha | Hust. zal. | Počet obcí |
| ---------------------- | -------------- | ------- | ---------- | ---------- |
| České Budějovice (CB)  | 196 602        | 1 639   | 120        | 109        |
| Český Krumlov (CK)     | 61 320         | 1 615   | 38         | 46         |
| Jindřichův Hradec (JH) | 90 279         | 1 944   | 46,4       | 106        |
| Písek (PI)             | 71 588         | 1 127   | 63,5       | 75         |
| Prachatice (PT)        | 50 779         | 1 375   | 36,9       | 65         |
| Strakonice (ST)        | 70 532         | 1 032   | 68,3       | 112        |
| Tábor (TA)             | 102 451        | 1 326   | 77,3       | 110        |

Okresy jsou územními obvody některých státních institucí.

### Správní obvody obcí s rozšířenou působností
Okresní úřady v Česku 31. prosince 2002 ukončily svoji činnost. Pro účely přenesené působnosti státní správy se území samosprávných krajů od 1. ledna 2003 člení na správní obvody obcí s rozšířenou působností – těch je v Jihočeském kraji 17 (viz Seznam obcí s rozšířenou působností) a ty se dále člení na správní obvody obcí s pověřeným obecním úřadem (viz Seznam obcí s pověřeným obecním úřadem), kterých je v Jihočeském kraji dohromady 37.

## Historický vývoj

### Před vznikem kraje
Oblast jižních Čech, která se do značné míry shoduje s územím dnešního Jihočeského kraje, se od pravěku až do dob raného středověku vyvíjela díky přírodním podmínkám poměrně nezávisle a svébytně a kultura i život obyvatel se odlišoval od okolního světa. Jedním z typických znaků bylo mohylové pohřbívání, které přetrvávalo i se střídajícími se kulturami – únětická kultura, knovízská kultura, halštatská kultura a později laténská kultura. Hospodářskými aktivitami, které ovlivňovaly osidlování této oblasti, byly především obchod a získávání surovin – kupříkladu rýžování zlata. Na rýžovišti u Modlešovic pocházejí nejstarší stopy přítomnosti člověka z doby knovízské kultury.
Nejstarší sídla mezolitických lovců a rybářů vznikala, jak dokazují archeologické nálezy, již v závěru starší doby kamenné a ve střední době kamenné (9000–6000 př. n. l.), kdy byla velmi hustě osídlena oblast západní brány Českobudějovické pánve. Další osídlení bylo zejména podél toků řek Vltavy, Malše, Otavy a Lužnice, neboť krajinu tvořily převážně těžko prostupné, souvislé lesy a pralesy a řeky či stezky vedoucí v jejich údolích byly nejsnazšími dopravními cestami. Převratné změny v 6. tisíciletí př. n. l., kdy došlo ke vzniku zemědělství, zasáhlo i Jihočeské pánve – v Žimuticích, Dehtářích, Čejkovicích a v širším okolí Veselí nad Lužnicí byly objeveny osady rolníků kultury s lineární keramikou (5500–4500 př. n. l.). V pozdní době kamenné (4000–2000 př. n. l.) byly jižní Čechy osídleny jen řídce. Na počátku doby bronzové osídlil jádro jižních Čech (a rovněž část západních Čech) lid s mohylovou kulturou, který v té době obýval i Podunají. Zdejší obyvatelé se podíleli na dopravě mědi z dolů v Alpách, přes Podunají a podél Vltavy dále na sever a při soutoku Malše a Vltavy byl pravděpodobně uzlový bod této obchodní cesty (v roce 1908 byl v Suchém Vrbném objeven depot s 230–240 měděnými ingoty). V době kultury knovízské (1200–700 př. n. l.) se těžiště osídlení jižních Čech přeneslo do středního Pootaví, k dolní Blanici a k dolní Lužnici. Jižní části Čech (stejně jako západní Čechy) byly součástí keltské pravlasti (s jádrem v oblasti severních Alp a horního Dunaje) a v 5. století př. n. l.) se staly rovněž součástí časně laténské kultury. Ve 2. a 1. století př. n. l. existovala keltská oppida Třísov, Zvíkov, Nevězice. Na přelomu letopočtu vystřídala postupně upadající keltskou společnost expanze germánských kmenů.
Od 6. až 7. století začali na území dnešního Jihočeského kraje pronikat Slované. Osídlení vznikalo postupně tak, jak pronikání Slovanů na území dnešního Jihočeského kraje umožňovala neúrodná zalesněná krajina. Od 2. poloviny 8. století budovali Slované opevněná hradiště, z nichž řada byla postavena na místech bývalých keltských hradišť – Litoradlice, Nuzice, Boletice, Boudy, Chřešťovice, Jáma, Hradiště u Libětic, Hradec u Němětic či Skočice.

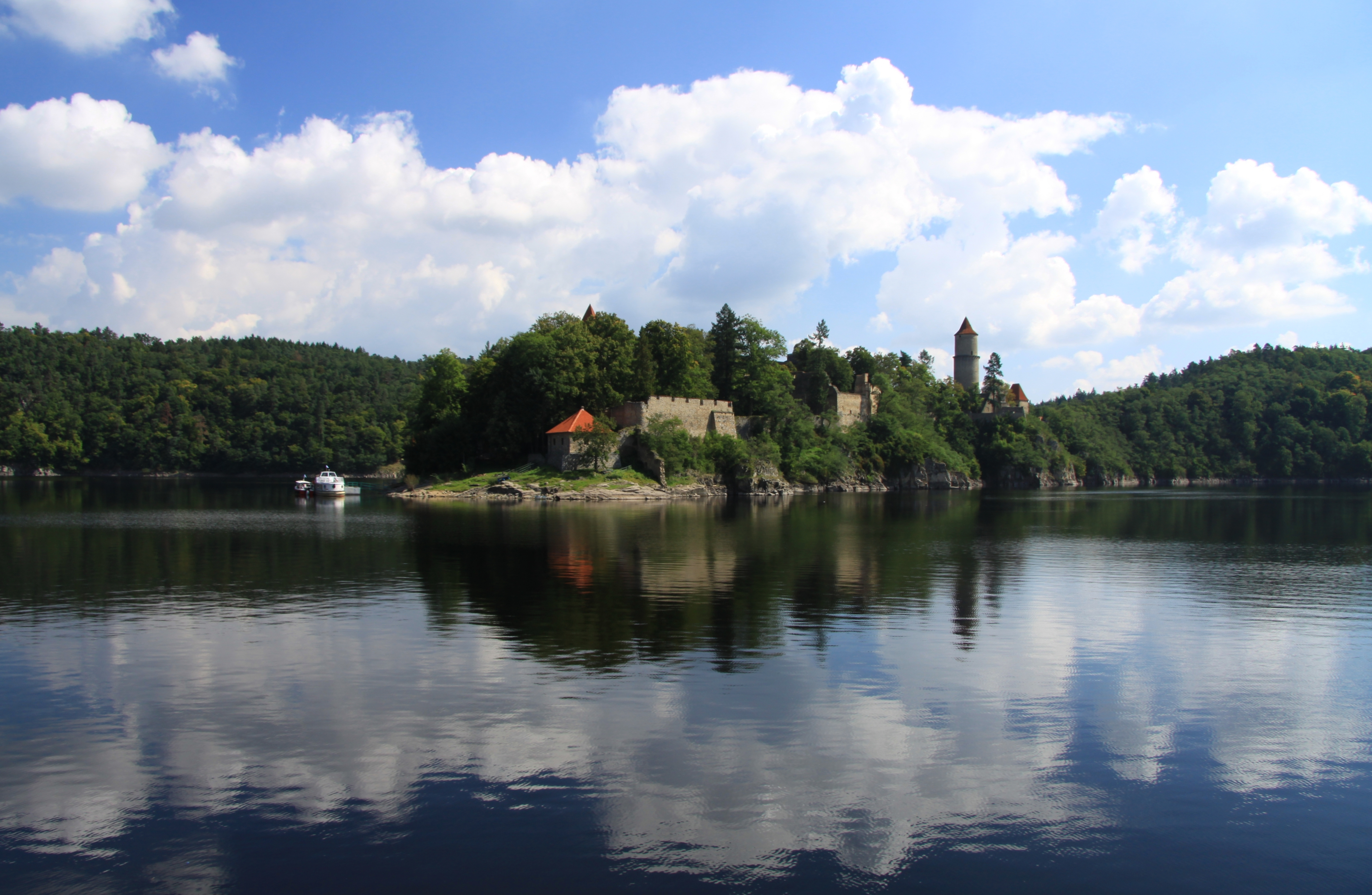
Hrad Zvíkov nad přehradní nádrží Orlík je jedním z mnoha hradů nacházející se na území kraje

Podle Kosmovy kroniky sahalo v 10. století k hradištím Chýnov, Doudleby a Netolice území českého knížecího rodu Slavníkovců. Vzhledem k nespolehlivosti tohoto pramene je však takový rozsah Slavníkovského panství zpochybňován (patrně jim patřila pouze oblast libicko-malínská). Každopádně nejpozději od konce 10. století náleželo území dnešního Jihočeského kraje do sféry vlivu knížecího rodu Přemyslovců. Ve 12. století získali jako léno od panovníka četné državy na jihu Čech přemyslovští družiníci Vítkovci. Vítkovci (především Rožmberkové) si záhy vybudovali takovou moc, že se za vlády Přemysla Otakara II. dostávali do konfliktů se samotným králem, který usiloval s využitím německé kolonizace (započaté již jeho předchůdci) propojit své dosavadní državy v Čechách s nově získanými územími v Rakousku a proto zakládal nové opěrné body v dosud řídce osídlené oblasti na česko-rakouském pomezí. Této snaze Rožmberkové zdatně konkurovali (např. klášter Zlatá Koruna versus klášter Vyšší Brod). Ve 13. století se rovněž zformovala z původních osad a sídlišť nejstarší města: Písek, Jindřichův Hradec, Netolice, České Budějovice, Nové Hrady, Třeboň a Volyně, jejichž zachovalá jádra jsou dnes ve většině případů památkově chráněná.
Husitská revoluce v 15. století s sebou přinesla mnoho ztrát, a to jak lidských, tak materiálních. Přesto, vzhledem k událostem (vznik města Tábor, bitva u Sudoměře) a osobám (Jan Hus, Jan Žižka z Trocnova, Petr Chelčický) s husitstvím spojených, je možné toto období označit za jedno z nejvýznamnějších období historie dnešního Jihočeského kraje.
Výrazného významu dosáhla oblast moderního Jihočeského kraje v 16. století, především díky mocným rodům Rožmberků, pánů z Hradce a pánů z Landštejna. Dalším faktorem byl rozvoj obchodu, s nímž souvisel rozvoj mnoha měst. Z dopravní polohy a obchodu těžily Prachatice a Vimperk na Zlaté stezce, také Český Krumlov, Třeboň, Jindřichův Hradec či Slavonice. V tomto století zaznamenalo rozmach také rybníkářství, díky němuž se utvářela konečná podoba jihočeské kulturní krajiny. Bažinatá neúrodná krajina Jihočeských pánví byla přeměňována v rozsáhlé soustavy rybníků. To vedlo ke zlepšení mikroklimatu a k hospodářskému a sídelnímu rozvoji.
Po útlumu v 17. století (třicetiletá válka) byly ve stoletích 18. a 19. realizovány některé takřka průkopnické události. Hospodářství však kromě větších měst spíše stagnovalo. V té době byla propojena Vltava s Dunajem Schwarzenberským kanálem. V roce 1832 byl zahájen provoz koněspřežné železnice s veřejným provozem jako první na evropském kontinentě. První elektrifikovaná trať v českých zemích (z Tábora do Bechyně) zahájila provoz v roce 1903.
První světová válka a prohra Rakousko-Uherska s sebou přinesla osamostatnění českých zemí a v roce 1918 vznik Československé republiky. Ve třicátých letech 20. století se na hospodářském rozvoji jak dnešního Jihočeského kraje, tak celé tehdejší Československé republiky negativně odrazila hospodářská krize pocházející z USA, která zasáhla celou Evropu. Konec třicátých let znamenal pro Československou republiku ztrátu Sudet ve prospěch nacistického Německa a posléze vznik Protektorátu Čechy a Morava.
Druhá světová válka a následné události se výrazně zapsaly do novodobého vývoje dnešního Jihočeského kraje. Jižní část území byla po několik století obydlena především obyvatelstvem německého původu. Během let 1945–1947 bylo toto obyvatelstvo odsunuto. Odsun způsobil vylidnění mnoha oblastí v česko-rakouském a česko-německém příhraničí. Důsledkem nedostatečného znovuosídlení a vznikem železné opony po nástupu komunistického režimu zanikla zejména na Prachaticku a Českokrumlovsku řada malých obcí. K 1. lednu 1949 zároveň vstoupila v účinnost komunistická správní reforma, jíž se v Československu rušily samosprávné země a vytvářely se centralisticky spravované kraje, které již s výjimkou moravsko-slovenské a slezsko-slovenské hranice nerespektovaly dosavadní historicky vzniklé hranice zemí. Většina území dnešního Jihočeského kraje byla začleněna do kraje Českobudějovického, především moravské části do kraje Jihlavského, okrajová území do kraje Plzeňského a Pražského. Období 50. let negativně ovlivnilo způsob života na venkově v celém státě. Násilná kolektivizace zemědělství ve svých důsledcích znamenala jeho přeměnu na zemědělskou velkovýrobu s velmi negativními dopady na krajinu a půdu. To bylo doprovázeno velkým odlivem obyvatelstva z venkova do měst. 1. července 1960 pak vstoupila v účinnost další komunistická správní reforma, jíž se redukoval počet krajů. Nově vzniklé kraje se již nejmenovaly podle svých center, ale podle části historické země, na níž se nacházela většina území kraje. Českobudějovický, Jihlavský, Plzeňský a Pražský kraj byly tedy zrušeny a celé území dnešního kraje bylo začleněno do Jihočeského kraje, k němuž však navíc patřilo i celé území okresu Pelhřimov. Kategorizace sídel s sebou přinesla další vylidnění menších obcí, které byly v podstatě odsouzeny k postupné přeměně na chalupářská sídla bez základní občanské vybavenosti. Rozvíjet se mohly především střediskové obce, případně tzv. sídla nestřediskového trvalého významu. Výstavba velkokapacitních zemědělských objektů a architektonicky naprosto nevhodných bytových a kulturních domů negativně poznamenala tvář většiny obcí. Tento vývoj doprovázela ztráta vztahu většiny obyvatel venkova k půdě a rozpad vesnického společenství s jeho zvyky.
V období po listopadu 1989 dochází na venkově k postupné nápravě škod, které zde v průběhu posledních desetiletí vznikly. Se zrušením kategorizace sídel dochází k postupnému návratu života i do menších vesnic. I přes nedostatek finančních prostředků se postupně mění tvář obcí k lepšímu, dochází k opravám domů a komunikací, obnově zeleně, plynofikaci sídel, obnově původních lidových zvyků apod. Jedná se však o dlouhodobý proces, v němž půjde především o využití stávajících předností – zachovalé krajiny a životního prostředí a potenciálu lidí, kteří zde žijí. Důležitá je v neposlední řadě také schopnost čerpání dotací z programů, které jsou a budou k dispozici. Pomoci může i skutečnost, že dochází k postupnému sdružování obcí do mikroregionů a k navazování partnerských vztahů s obcemi v sousedních zemích spojenému s výměnou zkušeností. Vzhledem k faktu, že Jihočeský kraj sousedí se Rakouskem a Spolkovou republikou Německo, byly v období studené války považovány spíše za nárazníkové pásmo. Během tohoto období bylo na území dnešního Jihočeského kraje poměrně hustě rozmístěno množství vojenských posádek. Obyvatelé v oblastech v těsném sousedství hranice byli vysídleni či přemístěni, mnoho malých obcí bylo srovnáno se zemí.
Během 90. let byly vojenské posádky postupně rušeny. Mnoho bývalých vojenských objektů bylo předáno do vlastnictví měst či obcí. Rušení posádek s sebou přineslo i zánik pracovních příležitostí. Vzhledem k tomuto faktu vyvíjela města, ve kterých měly být posádky zrušeny, aktivity, jejichž cílem bylo zachování těchto posádek. Vzhledem k přítomnosti vojenských posádek ve městech vznikala celá panelová sídliště pro vojáky a jejich rodinné příslušníky. V současné době jsou některá tato sídliště za hranicí životnosti, je nutné je v nejbližší době rekonstruovat.

### Vznik kraje

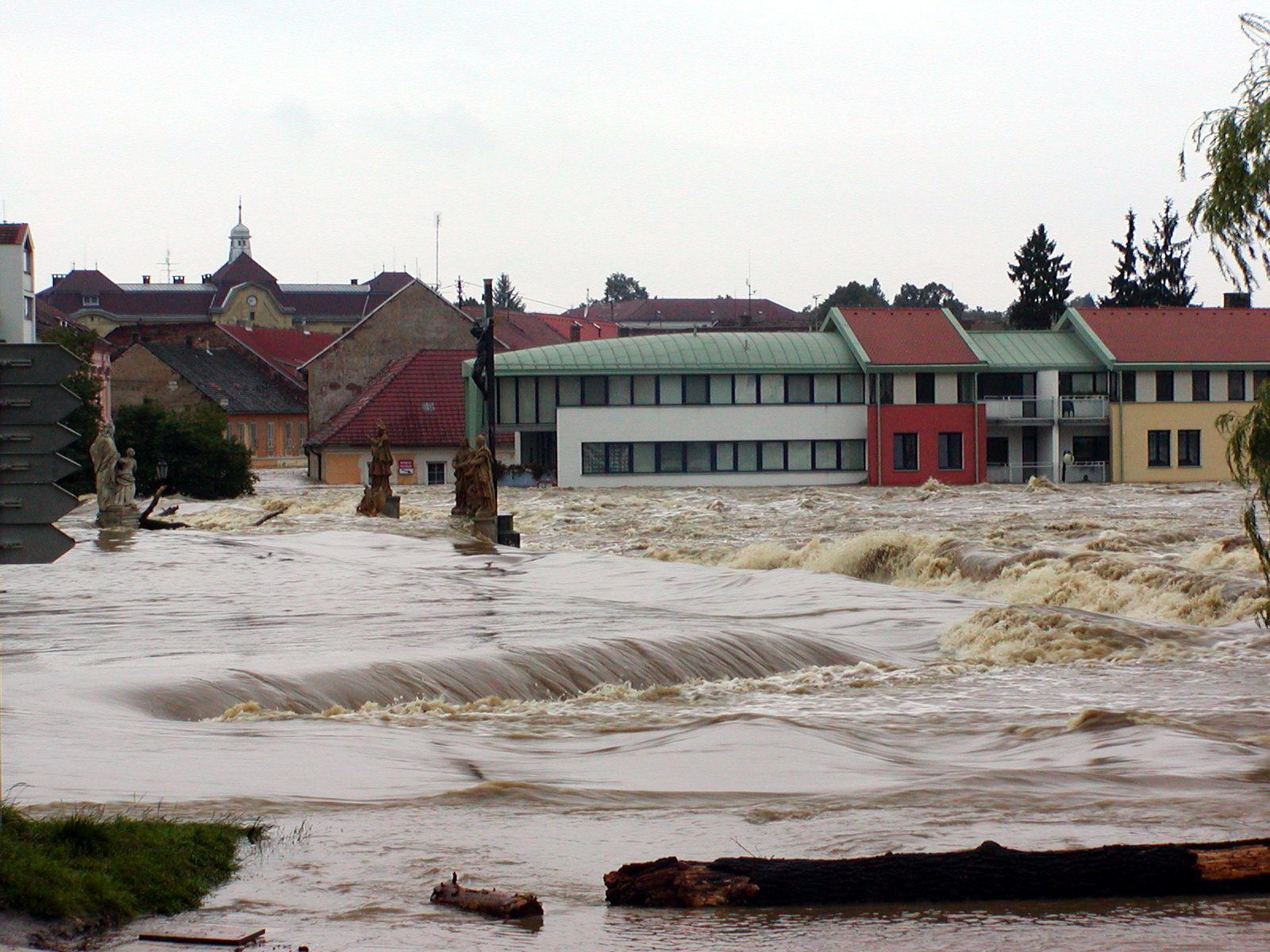
Během povodní v roce 2002 byl zasažen i Písek. V době nejvyššího stavu vody byl pod vodou i středověký Kamenný most v Písku

Budějovický kraj byl zřízen spolu s dalšími samosprávnými kraji na základě článku 99 Ústavy České republiky ústavním zákonem o vytvoření vyšších územních samosprávných celků (č. 347/1997 Sb.), který stanoví názvy krajů a jejich vymezení výčtem okresů (území okresů definuje vyhláška ministerstva vnitra č. 564/2002 Sb.) a pro vyšší územní samosprávné celky stanoví označení „kraje“. Kraje definitivně vznikly 1. ledna 2000, samosprávné kompetence získaly na základě zákona o krajích (krajské zřízení) (č. 129/2000 Sb.), dne 12. listopadu 2000, kdy proběhly první volby do jejich nově zřízených zastupitelstev. Toto krajské členění je obdobné krajům z let 1948–1960, zřízených zákonem č. 280/1948 Sb. Novelizačním ústavním zákonem č. 176/2001 Sb. byl přejmenován Budějovický kraj na Jihočeský kraj, současně byly přejmenovány i tři další kraje. Nynější název samosprávného Jihočeského kraje je tedy shodný s názvem územního Jihočeského kraje, který je však rozlohou větší.
V roce 2002 kraj zasáhly rozsáhlé povodně.

## Obyvatelstvo
Jihočeský kraj má nejnižší hustotu zalidnění ze všech krajů České republiky. Začátkem roku 2021 žilo v kraji přes 643 tisíc obyvatel, tedy 64 obyvatel na km². Nejlidnatějším okresem je okres České Budějovice, kde žije téměř 30 % obyvatel kraje (196 tisíc), což je dáno především soustředěním do samotného města České Budějovice, v němž bydlí 94 tisíc osob. Naopak nejméně lidnatým je okres Prachatice (50 tisíc).

### Největší města
Města od 5 tisíc obyvatel:
| Město               | Počet obyvatel (1. 1. 2021) |
| ------------------- | --------------------------- |
| České Budějovice    | 94 229                      |
| Tábor               | 34 119                      |
| Písek               | 30 379                      |
| Strakonice          | 22 428                      |
| Jindřichův Hradec   | 21 169                      |
| Český Krumlov       | 12 788                      |
| Prachatice          | 10 706                      |
| Milevsko            | 8 185                       |
| Třeboň              | 8 150                       |
| Týn nad Vltavou     | 7 887                       |
| Vimperk             | 7 400                       |
| Dačice              | 7 192                       |
| Kaplice             | 7 241                       |
| Sezimovo Ústí       | 7 176                       |
| Vodňany             | 7 028                       |
| Soběslav            | 6 995                       |
| Blatná              | 6 543                       |
| Veselí nad Lužnicí  | 6 334                       |
| Hluboká nad Vltavou | 5 451                       |
| Trhové Sviny        | 5 279                       |

## Hospodářství
Jihočeský kraj není příliš bohatý na nerostné suroviny. Převažuje těžba štěrkopísků, stavebního kamene, cihlářských hlín a v omezené míře keramických jílů, vápence a grafitu. Významným přírodním bohatstvím jsou lesy, které zaujímají více než třetinu plochy kraje (37 %). Proto mělo v minulosti pro Jihočeský kraj velký význam lesnictví a dřevařský průmysl. Vzhledem k nalezištím křemene a křemenného písku zde vznikl také průmysl sklářský. Dalším důležitým odvětvím bylo rybářství a zemědělství. Přírodní podmínky a odlehlost však neumožnily vytvoření dostatečné dopravní infrastruktury a bránily tak dalšímu růstu již existujících výrobních odvětví a ztížily rozvoj nově vzniklých odvětví (papírenský průmysl). Nedostatečné podmínky pro rozvoj průmyslu s sebou dále nesly zaostávání v dalších oblastech – například ve vzdělání. Tato situace se změnila s příchodem elektřiny a možností jejího masového využití. Průmysl se začal více rozvíjet. Nejvíce průmyslové výroby je soustředěno do okolí Českých Budějovic, Strakonicka a ve městě Písek. Zbývající část Jihočeského kraje zůstala i nadále zemědělsky zaměřená.
Ve čtvrtém ročníku srovnávacího výzkumu Místo pro život 2014 agentury Datank Jihočeský kraj obsadil 4. místo (v roce 2013 byl až sedmý). Podle tohoto výzkumu, který srovnává osm tematických oblastí a celkem 54 kritérií, jsou hlavními přednostmi Jihočeského kraje volnočasové aktivity, turismus, občanská společnost a tolerance, hodně zeleně, dobrý vzduch i bezpečné prostředí. Naopak mezi slabé stránky regionu patří špatná dopravní i kanalizační síť, nadmíra komunálního odpadu a dlouhá nemocnost.
Nezaměstnanost v kraji byla 1,89 % (stav k 30. 9. 2019).

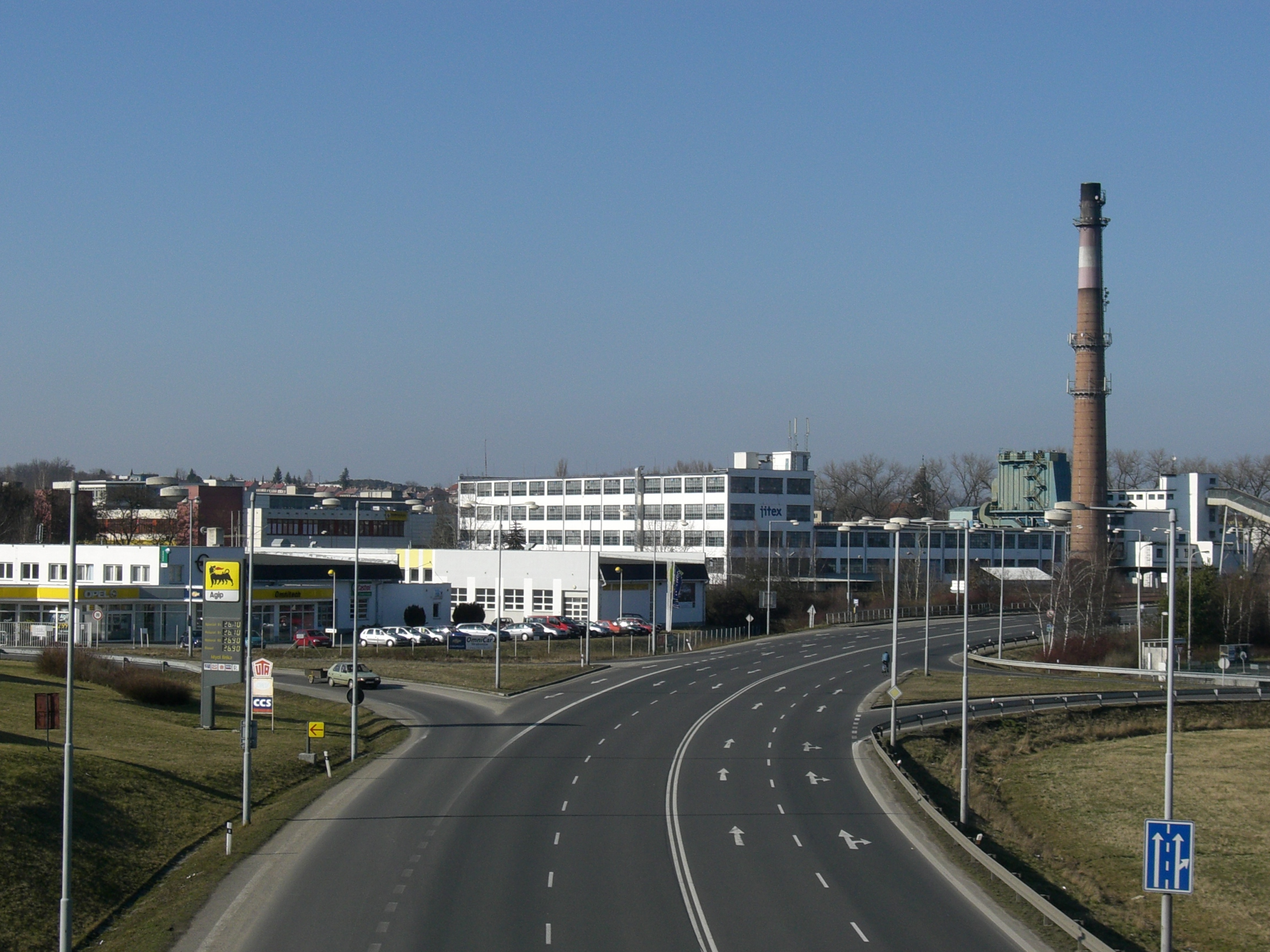
Továrna Jitexu v Písku s komunikací I/20

### Průmysl
Po roce 1948 se v Jihočeském kraji začalo s budováním podniků, zaměřených především na strojírenský průmysl (Motor České Budějovice, ZVVZ Milevsko, ČZ Strakonice,…). Budování průmyslu navazovalo i na místní tradice, a to především v rozvoji dřevozpracujícího (Jitona Soběslav, Jihočeské dřevařské závody), textilního (Jitex Písek, Otavan Třeboň, Šumavan Vimperk, Jitka Jindřichův Hradec, Fezko Strakonice) a potravinářského průmyslu (Jihočeské mlékárny).
Rozložení průmyslových a obchodních ploch v Jihočeském kraji je v současnosti ovlivněno tradicí průmyslové výroby v městských centrech. V posledním období hraje roli i geografické umístění v blízkosti ekonomicky rozvinutých států – Rakouska a Německa. Průmyslová výroba je koncentrována především v českobudějovické aglomeraci a v okresech Tábor a Strakonice. Převažuje zpracovatelský průmysl (výroba dopravních prostředků, strojů, zařízení a elektrotechniky, výroba potravin a nápojů, textilní a oděvní). Novým energetickým centrem je jaderná elektrárna Temelín.

### Zemědělství
Přes velmi silné industriální vlivy stále hraje důležitou roli primární sektor (zemědělství, lesnictví a rybářství) – Jihočeský kraj má po kraji Vysočina druhý nejvyšší podíl zaměstnanosti v zemědělství (8,9%). Zemědělství Jihočeského kraje se v rostlinné výrobě orientuje na pěstování obilovin, olejnin (řepka olejka), brambor a ovoce (třešně, jablka, rybíz, švestky). V živočišné výrobě je významný chov skotu, drůbeže a prasat. Dlouholetou tradici má v Jihočeském kraji rybníkářství. Chov ryb v 25 000 ha vodních ploch představuje polovinu produkce v rámci celého Česka. Významná je produkce dřeva, zejména smrkového, ale i borového (Třeboňsko).

### Cestovní ruch
Jihočeský kraj se stává významnou turistickou a rekreační oblastí. Cestovní ruch zaznamenal v posledních letech největší nárůst podílu na podnikatelských aktivitách v kraji. Jihočeský kraj má po Praze 2. největší ubytovací kapacitu (47 929 lůžek) a je turisty čtvrtým nejnavštěvovanějším krajem Česka (po Praze, Jihomoravském kraji a Královéhradeckém kraji).

### Doprava
Dopravní infrastruktura patří dlouhodobě mezi slabé stránky Jihočeského kraje. Kvalitních silnic a dálnic i efektivní železniční dopravy je zde málo a při dopravních nehodách umírá hodně lidí. Krajem prochází důležité státní a mezinárodní silnice (I/3, I/19, I/20, I/24, I/34 a severojižní IV. železniční koridor z Prahy do Rakouska, který je v momentálně nejmodernějším železničním spojením v ČR; důležitá železnice vede také z Českých Budějovic do Plzně a Vídně. Od GDV 2022/2023 byl v kraji zaveden systém vlakových linek S. Silnice I/3 z Prahy do Českých Budějovic a dále do rakouského Lince je v severní části kraje doplněna dálnicí D3. V r. 2023 byl ve výstavbě nebo začínala stavba obchvatu Českých Budějovic a jižní části dálnice na hranice s Rakouskem.

### Věda a vzdělání
Základem pro rozvoj vědy jsou pracoviště Akademie věd ČR, jejíž ústavy působící na území kraje se zaměřují na obory zejména biologické a ekologické. Vědecká práce je rovněž součástí aktivit Jihočeské univerzity se sídlem v Českých Budějovicích a Jindřichově Hradci a Vysoké školy technické a ekonomické v Českých Budějovicích.

## Politika

### Krajská politika
Zastupitelstvo kraje skládá se z 55 zastupitelů. Jsou voleni na čtyřletý mandát.
První krajské volby v roce 2000 vyhrála ODS a krajským hejtmanem se stal Jan Zahradník za ODS. V krajských volbách v roce 2004 ODS drtivě zvítězila (získala 44,19 % hlasů), hejtmanem zůstal Jan Zahradník. V krajských volbách v roce 2008 zvítězila ČSSD, ve vedení kraje se vytvořila velká koalice ČSSD a ODS a hejtmanem se stal Jiří Zimola za ČSSD. Po krajských volbách v roce 2012 vytvořila vítězná ČSSD koalici s KSČM a hejtmanem byl znovu zvolen Jiří Zimola, v jedenáctičlenné radě obsadili zástupci ČSSD osm míst a zbylá tři připadla komunistům. V roce 2017 však Zimola rezignoval poté, co vyšlo najevo, že pro něj staví chatu předseda představenstva jihočeských nemocnic. Novou hejtmankou se stala Ivana Stráská z ČSSD. V krajských volbách v roce 2020 sice zvítězilo těsně hnutí ANO, koalici však vytvořila druhá ODS s KDU-ČSL, TOP 09, ČSSD a Jihočechy 2012. Hejtmanem se stal Martin Kuba (ODS).

### Zastoupení v parlamentu

#### Rozvržení mandátů v Poslanecké sněmovně
Jihočeský kraj volí 13 členů Poslanecké sněmovny. Po volbách 2021 jsou mandáty rozvrženy následovně:
| Strana | Strana                       | Mandáty |
| ------ | ---------------------------- | ------- |
|        | ANO 2011                     | 5/13    |
|        | Občanská demokratická strana | 2/13    |
|        | Starostové a nezávislí       | 2/13    |
|        | KDU-ČSL                      | 2/13    |
|        | TOP 09                       | 1/13    |
|        | Svoboda a přímá demokracie   | 1/13    |

#### Aktuální seznam senátorů zastupujících Jihočeský kraj
Do Jihočeského kraje zasahuje 6 senátních volebních obvodů.
| Obvod                 | Senátor | Senátor            | Strana   | Zvolen |
| --------------------- | ------- | ------------------ | -------- | ------ |
| 10 – Český Krumlov    |         | Tomáš Jirsa        | ODS      | 2022   |
| 12 – Strakonice       |         | Tomáš Fiala        | ODS      | 2020   |
| 13 – Tábor            |         | Marek Slabý        | T2020    | 2022   |
| 14 – České Budějovice |         | Zbyněk Sýkora      | ODS      | 2024   |
| 15 – Pelhřimov        |         | Jaroslav Chalupský | Svobodní | 2020   |
| 52 – Jihlava          |         | Miloš Vystrčil     | ODS      | 2022   |

## Historické památky a turistická místa

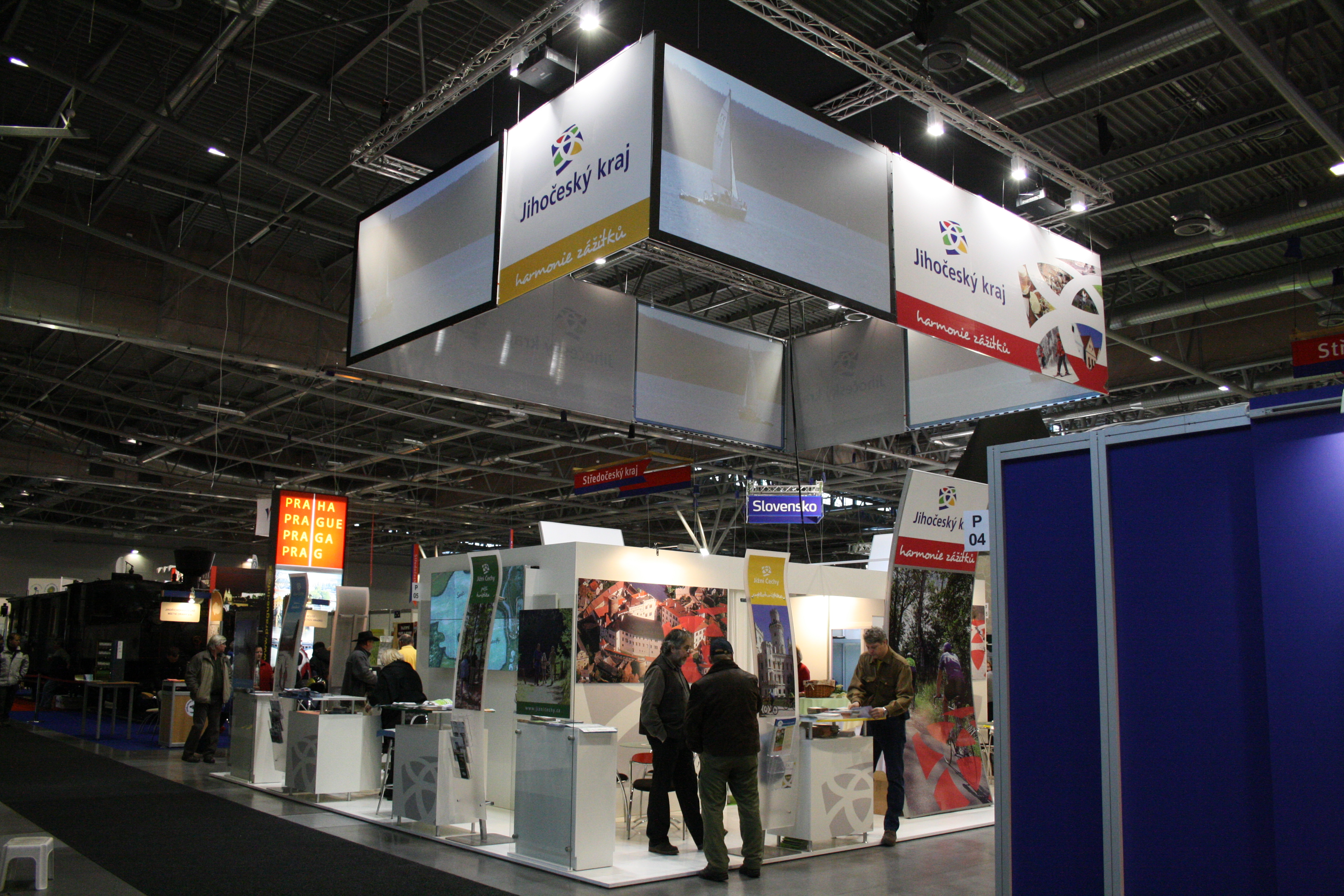
Prezentace jihočeského kraje na veletrhu Regiontour 2010

Na území Jihočeského kraje se nachází množství historicky cenných památek i ucelených městských památkových rezervací. Centrum Českého Krumlova bylo dokonce zapsáno na Seznam světového přírodního a kulturního dědictví UNESCO. Je zde 25 městských památkových zón.
Je zde mnoho hradů a zámků. Turisty přitahuje i Vyšebrodský klášter a Milevský klášter, který je nejstarší klášter v jižních Čechách.
Na venkově lze nalézt řadu malebných vesnic s typickými zděnými staveními jihočeské lidové architektury – tzv. selské baroko. V Jihočeském kraji je 16 vesnických památkových rezervací. Jedna z nich, Holašovice, byla rovněž zapsána na seznam UNESCO.

### Městské památkové rezervace
- České Budějovice
- Český Krumlov
- Jindřichův Hradec
- Prachatice
- Slavonice
- Soběslav
- Tábor

### Hrady a zámky
- Bechyně
- Blatná
- Červená Lhota
- Český Krumlov
- Dačice
- Hluboká nad Vltavou
- Jindřichův Hradec
- Kozí hrádek
- Kratochvíle
- Landštejn
- Nové Hrady
- Orlík nad Vltavou
- Rožmberk nad Vltavou
- Stádlec
- Strakonice
- Stráž nad Nežárkou
- Třeboň
- Vimperk
- Zvíkov

## Příspěvkové organizace
Jihočeská centrála cestovního ruchu (JCCR) jako příspěvková organizace Jihočeského kraje hraje významnou úlohu v koordinaci a řízení cestovního ruchu v kraji. Její vývoj byl zahájen v roce 1994, kdy byla založena městy České Budějovice, Prachatice, Tábor a Třeboň jako zájmové sdružení měst pro podporu cestovního ruchu v jižních Čechách. Od roku 2009 funguje jako příspěvková organizace Jihočeského kraje a využívá dotace, příspěvky a granty z nejrůznějších zdrojů na podporu cestovního ruchu, pomocí nichž např. vytváří produkty cestovního ruchu, rozvíjí infrastrukturu CR, kulturu v regionu a spolupráci s příhraničními regiony Horního a Dolního Rakouska a Bavorska. JCCR prezentuje region na domácích výstavách a veletrzích cestovního ruchu, provozuje oficiální Informační systém cestovního ruchu Jihočeského kraje a neustále ho rozšiřuje o aktuální data. Ředitelem JCCR je od června 2015 Ing. Jaromír Polášek.